# Green (Oregon)
Green is een plaats (census-designated place) in de Amerikaanse staat Oregon, en valt bestuurlijk gezien onder Douglas County.

## Demografie
Bij de volkstelling in 2000 werd het aantal inwoners vastgesteld op 6174.

## Geografie
Volgens het United States Census Bureau beslaat de plaats een oppervlakte van 12,2 km², waarvan 11,8 km² land en 0,4 km² water.

## Plaatsen in de nabije omgeving
De onderstaande figuur toont nabijgelegen plaatsen in een straal van 20 km rond Green.